# Guémar
Guémar je občina v departmaju Haut-Rhin francoske regije Alzacija.
Leta 2011 je v občini živelo 1.368 oseb oz. 75 oseb/km².